# Cantone di Argenton-sur-Creuse
Il Cantone di Argenton-sur-Creuse è una divisione amministrativa dell'arrondissement di Châteauroux.
A seguito della riforma approvata con decreto del 18 febbraio 2014, che ha avuto attuazione dopo le elezioni dipartimentali del 2015, è passato da 11 a 20 comuni.

## Composizione
Gli 11 comuni facenti parte prima della riforma del 2014 erano:
- Argenton-sur-Creuse
- Bouesse
- Celon
- Chasseneuil
- Chavin
- Le Menoux
- Mosnay
- Le Pêchereau
- Le Pont-Chrétien-Chabenet
- Saint-Marcel
- Tendu

Dal 2015 i comuni appartenenti al cantone sono i seguenti 20:
- Argenton-sur-Creuse
- Badecon-le-Pin
- Baraize
- Bazaiges
- Bouesse
- Ceaulmont
- Celon
- Chasseneuil
- Chavin
- Cuzion
- Éguzon-Chantôme
- Gargilesse-Dampierre
- Le Menoux
- Mosnay
- Le Pêchereau
- Pommiers
- Le Pont-Chrétien-Chabenet
- Saint-Marcel
- Tendu
- Velles